# Kraselov
Kraselov (en allemand : Krasilau) est une commune du district de Strakonice, dans la région de Bohême-du-Sud, en République tchèque. Sa population s'élevait à 217 habitants en 2020.

## Géographie
Kraselov se trouve à 9 km au sud-ouest du centre de Strakonice, à 57 km au nord-ouest de České Budějovice et à 105 km au sud-sud-ouest de Prague.
La commune est limitée par Štěchovice, Novosedly et Pracejovice au nord, par Drachkov, Sousedovice et Úlehle à l'est, par Zahorčice et Hoslovice au sud, et par Volenice à l'ouest.

## Histoire
La première mention écrite du village date de 1352.